# Người Triều Tiên
Người Triều Tiên (Chosŏn'gŭl: 조선민족, 조선인, 조선사람; Hanja: 朝鮮民族, 朝鮮人, 朝鮮사람; Chosŏnminjŏk, Chosŏnin, Chosŏnsaram; Hán-Việt: "Triều Tiên dân tộc", "Triều Tiên nhân") hay Người Hàn Quốc (tiếng Hàn: 한민족, 한국인, 한국사람; Hanja: 韓民族, 韓國人, 韓國사람; Romaja: Hanminjok, Hanguk-in, Hanguksaram; Hán-Việt: "Hàn dân tộc", "Hàn Quốc nhân") là một sắc tộc và dân tộc ở khu vực Đông Á, sinh sống chủ yếu trên bán đảo Triều Tiên.
Người Triều Tiên sinh sống chủ yếu tại 2 quốc gia: Đại Hàn Dân Quốc và Cộng hòa Dân chủ Nhân dân Triều Tiên. Ngôn ngữ chính thức của họ là tiếng Triều Tiên. Người Triều Tiên ở cả 2 miền Bắc-Nam thường luôn đề cao sự thuần chủng trong cộng đồng, tuy nhiên, trong tương lai gần, do những tác động của sự toàn cầu hoá, tư tưởng bảo thủ đó có thể sẽ không còn tồn tại nữa, đặc biệt là tại Hàn Quốc.
Tại Trung Quốc, người Triều Tiên được công nhận là một trong 56 dân tộc Trung Quốc.

## Phân loại

### Cộng hòa Dân chủ Nhân dân Triều Tiên
Người dân ở CHDCND Triều Tiên (Bắc Triều Tiên hay Bắc Hàn) tự gọi mình là Chosŏn-in (조선인, 朝鮮人, Triều Tiên nhân).

### Đại Hàn Dân Quốc
Người dân ở Hàn Quốc (Nam Triều Tiên hay Nam Hàn) tự gọi mình là Hanguk-in (한국인, 韓國人, Hàn Quốc nhân) hay đơn giản là Han-in (한인, 韓人, Hàn nhân).

## Hình ảnh

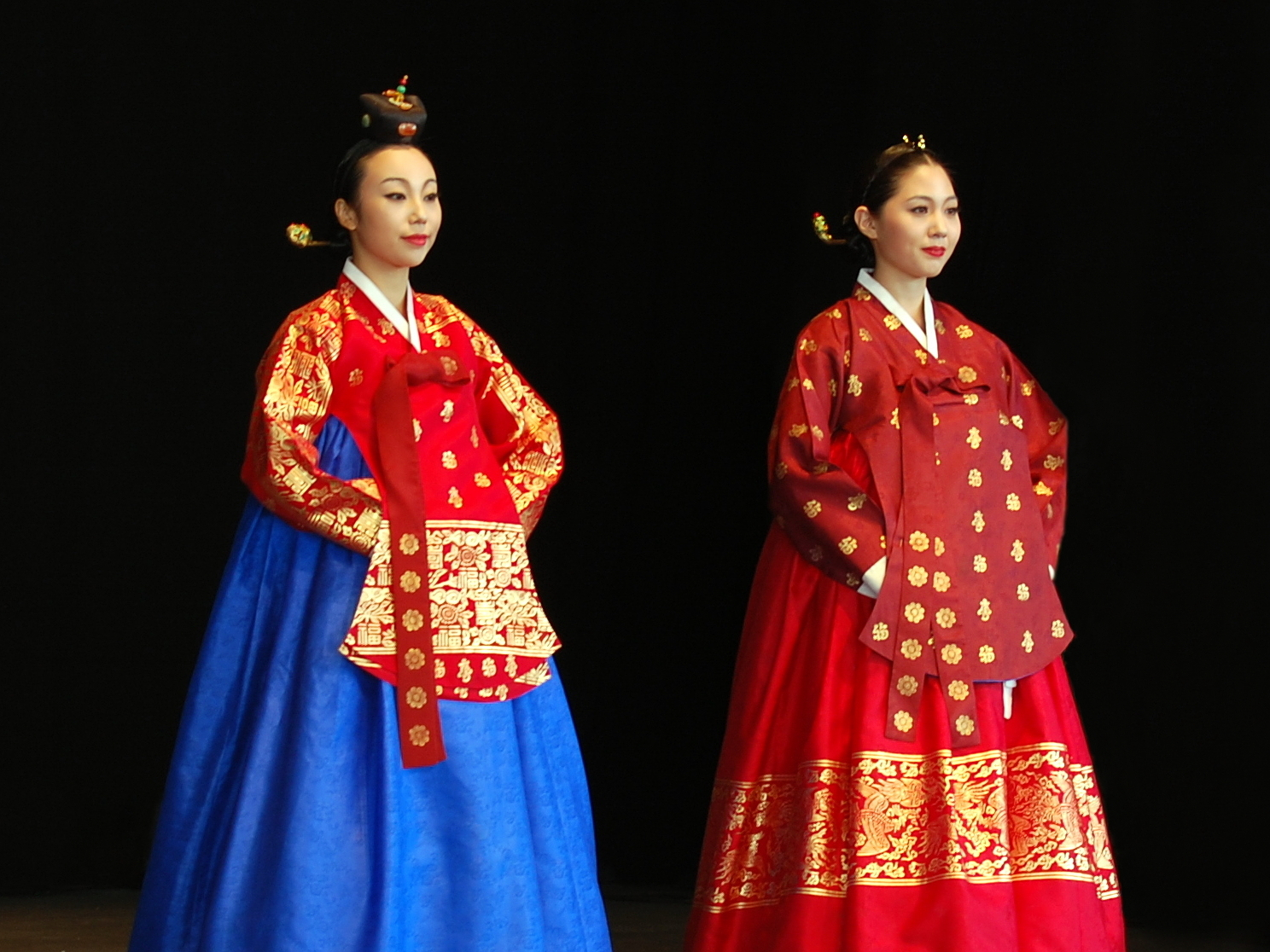
Hanbok, trang phục truyền thống
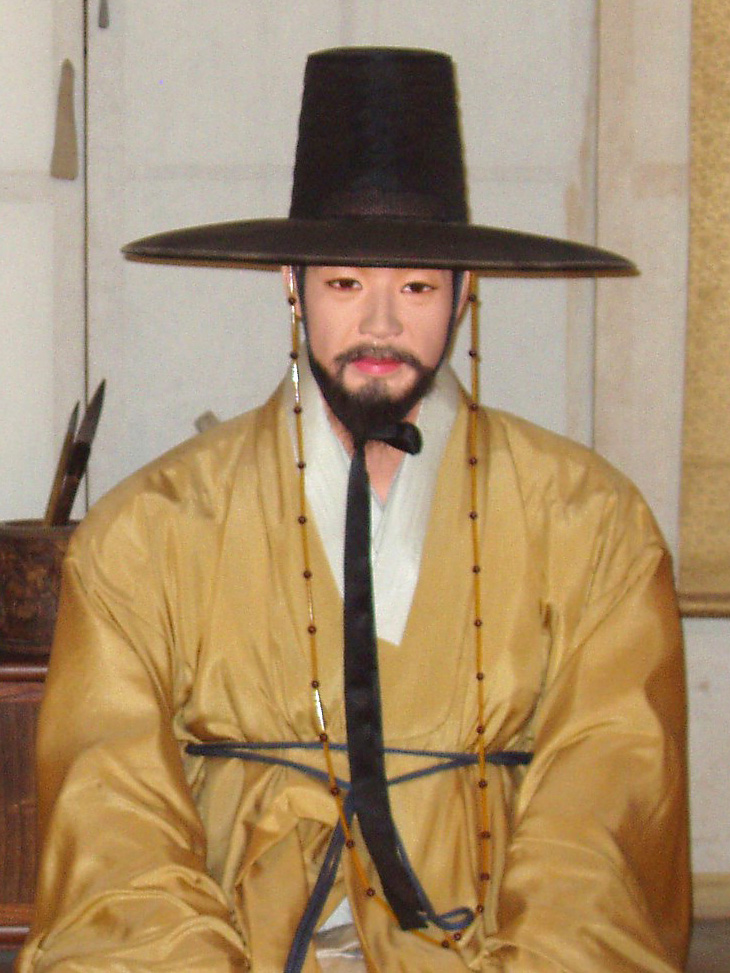
Một người đàn ông Hàn Quốc trong bộ trang phục truyền thống (Hanbok) dành cho nam giới
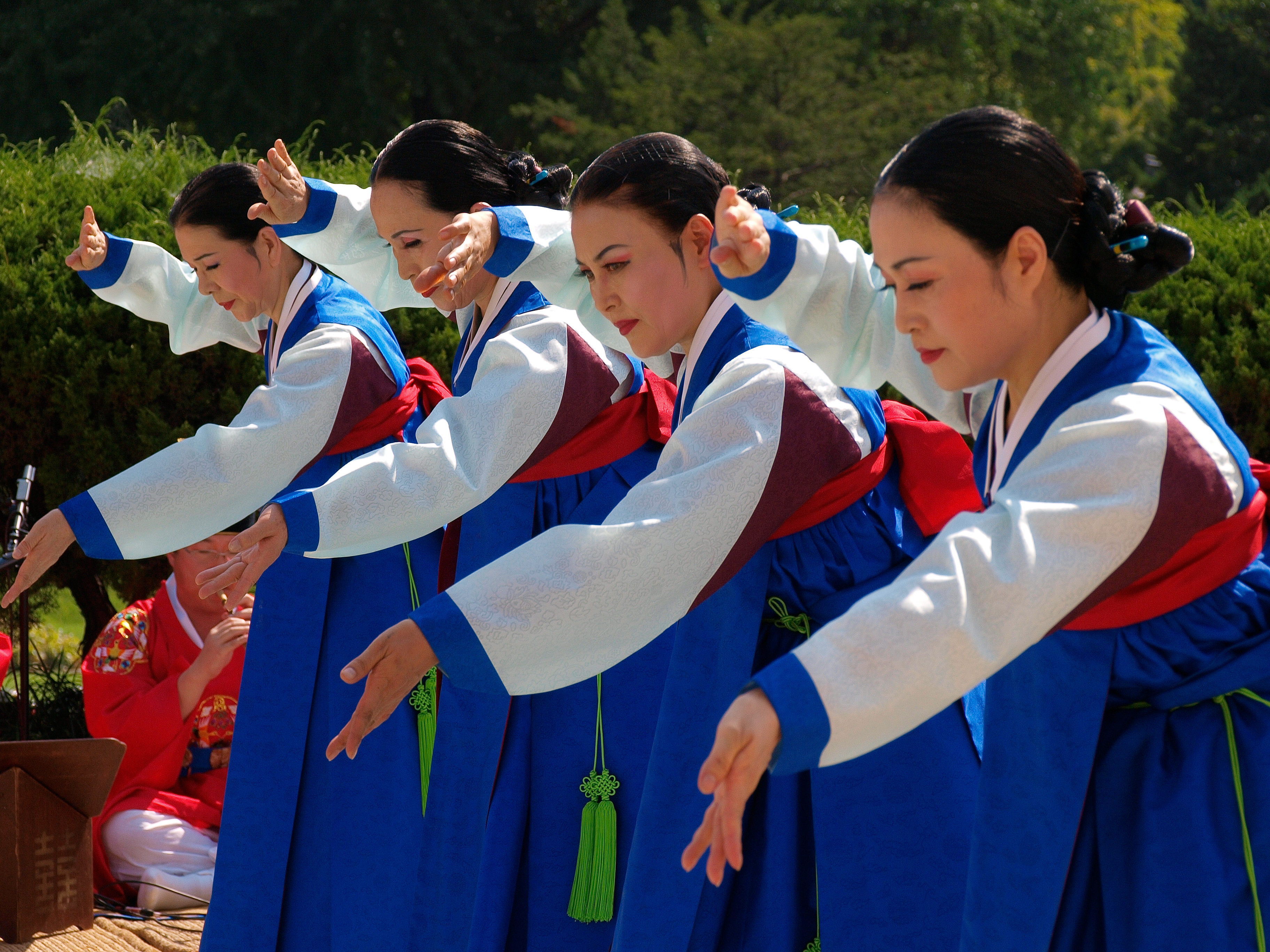
Những cô gái Hàn với trang phục truyền thống từ thời nhà Triều Tiên trong một điệu múa kiếm
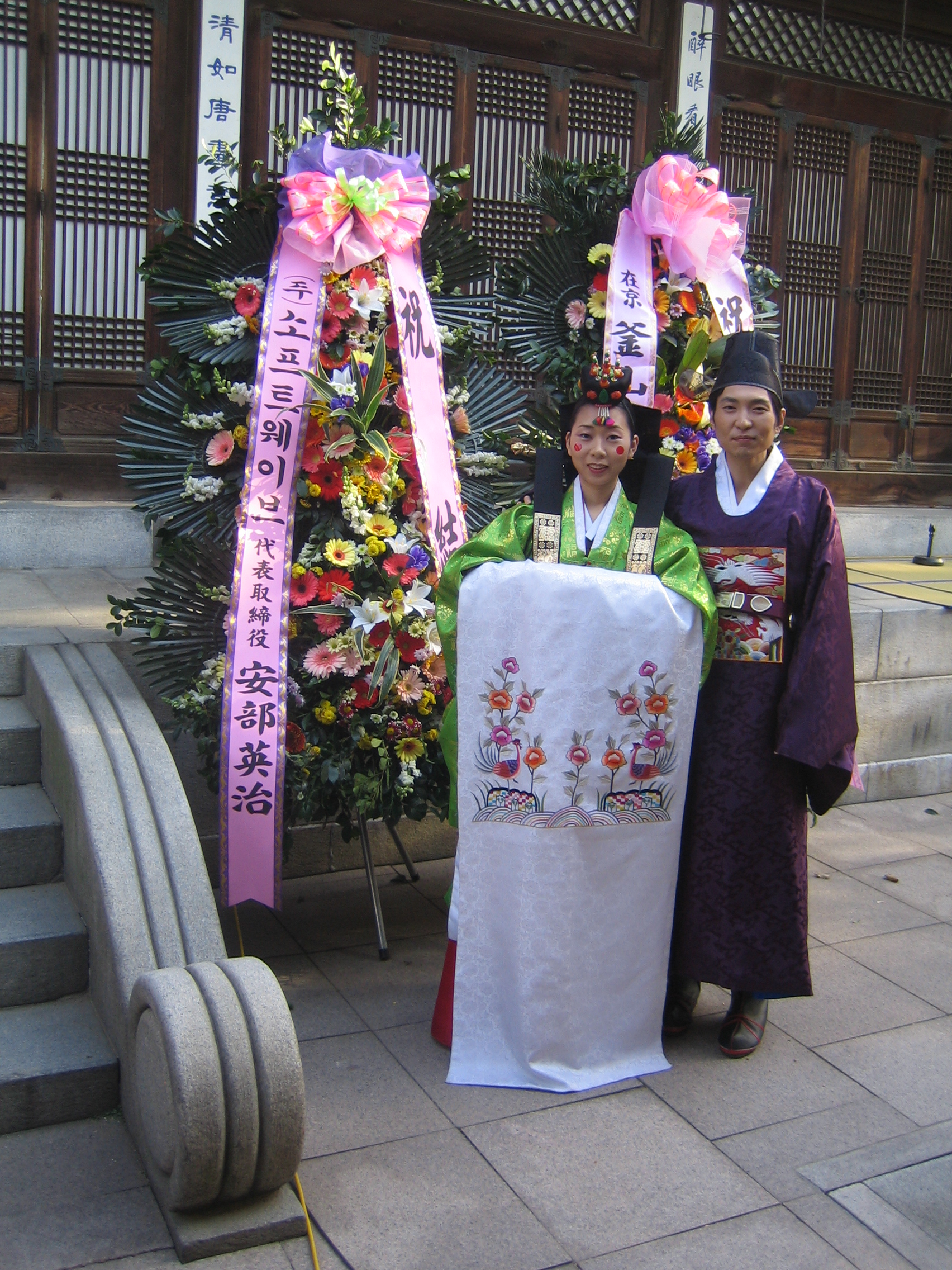
Cô dâu, chú rể Hàn Quốc trong một đám cưới theo phong cách truyền thống